# Čokoláda (film, 1988)
Čokoláda (v originále Chocolat) je francouzský hraný film z roku 1988, který režírovala Claire Denis. Snímek měl světovou premiéru na filmovém festivalu v Cannes v květnu 1988.

## Děj
France se po 20 letech vrací do Kamerunu, kde vyrůstala jako dítě a vybavují se jí vzpomínky na dětství. Její otec, místní velitel v Mindifu na severu země, zastupoval  francouzskou koloniální správu. Jeho mladá manželka má v Africe obtížnější postavení, zejména její povinnosti v domácnosti, i když jí pomáhá mladík Protée, vzdělaný a inteligentní, který v tichosti trpí situací svého lidu. France, jejich pětiletá dcera, pozoruje zemi a muže, kteří se mění, kdy probíhají poslední chvíle kolonialismu.

## Obsazení
| François Cluzet        | velitel Marc Dalens    |
| Giulia Boschi          | Aimée Dalens           |
| Isaach de Bankolé      | Protée                 |
| Cécile Ducasse         | France jako dítě       |
| Mireille Perrier       | France jako dospělá    |
| Jacques Denis          | Joseph Delpich         |
| Didier Flamand         | kapitán Védrine        |
| Laurent Arnal          | André Machinard        |
| Jean-Claude Adelin     | Luc                    |
| Jean Bededieb          | doktor Prosper         |
| Jean-Quentin Châtelain | šéfmechanik Courbassol |
| Emmanuelle Chaulet     | Mireille Machinard     |
| Kenneth Cranham        | Boothby                |
| Essindi Mindja         | Blaise                 |

## Ocenění
- Filmový festival v Cannes: účast v soutěži o Zlatou palmu
- César: nominace na nejlepší filmový debut (Claire Denis)